# Emirato Idrisid de Asir
El Emirato Idrisid de Asir (en árabe: الإمارة الإدريسية ), o simplemente Asir, era un estado ubicado en la región geográfica de Asir y Jizán en lo que ahora es el suroeste de Arabia Saudita, y se extendió hasta Al Hudayda, al noroeste de Yemen.

## Historia

### Ocupación otomana
A principios del siglo XX, la región de Asir estaba en anarquía. De iure, la región estaba gobernada como el Sanjacado de Asir, que formaba parte del Valiato de Yemen, aunque los otomanos solo tenían control de facto sobre las ciudades portuarias, mientras que el interior estaba gobernado por varios jefes tribales. Incluso en las áreas bajo control otomano, se estaba gestando un sentimiento antiturco, comenzando conflictos étnicos y sectarios entre los señores supremos turcos y los habitantes locales. Debido a estas circunstancias, Sayyid Muhammad ibn Ali al-Idrisi comenzó a difundir las enseñanzas de su abuelo, además de llamar a los habitantes locales a mantener una adherencia más estricta al Islam. El 24 de diciembre de 1908 Muhammad se autoproclamó Imán, después de lo cual muchas tribus en la región de Asir lo reconocieron como su líder espiritual.
Durante el otoño de 1909, Muhammad comenzó sus primeros esfuerzos para subvertir el poder otomano en la región. Después de esto, las tropas de Idrisid se apoderaron de Az Zaydiyah y Al Luhayyah (en el actual Yemen), junto con varias tribus del Alto Asir que se alinearon con Al-Idrisi, lo que llevó a la decisión de que los otomanos hicieran las paces con los Idrisids. En el tratado de al-Hafa'ir (ratificado en enero de 1910), Al-Idrisi obtuvo el puesto de Kaymakam de Asir, lo que lo convirtió de facto en un gobernante semiindependiente de la región bajo la soberanía otomana.
En octubre de 1910, un debate en la corte sobre la ley Sharia reavivó la rebelión de Al-Idrisi con fuerza renovada. El conflicto renovado vio enfrentamientos militares en Abha, Al Luhayyah, Midi y otros lugares. La Guerra Italo-Turca llevó a Italia a ayudar a Asir mediante bombardeos navales, armas y municiones, los 2 estados unidos contra un enemigo común. El estallido de la Primera Guerra Mundial llevó a los otomanos a buscar una tregua, que entró en vigor el 3 de agosto de 1914.

### Independencia
Para 1915, con la Primera Guerra Mundial en pleno apogeo, Al Idrisi estableció contactos con los británicos a través de su administración en Adén. Con las nuevas conexiones, los Idrisids ocuparon las islas Farasan, y más tarde partes del norte de Tihamá y Al Luhayyah. Cuando la revuelta árabe se extendió por Arabia, Muhammad se proclamó emir de un emirato independiente de Asir el 3 de agosto de 1917. Los británicos pronto reconocieron su movimiento, con la intención de utilizarlo para ayudar en la lucha contra Yemen.

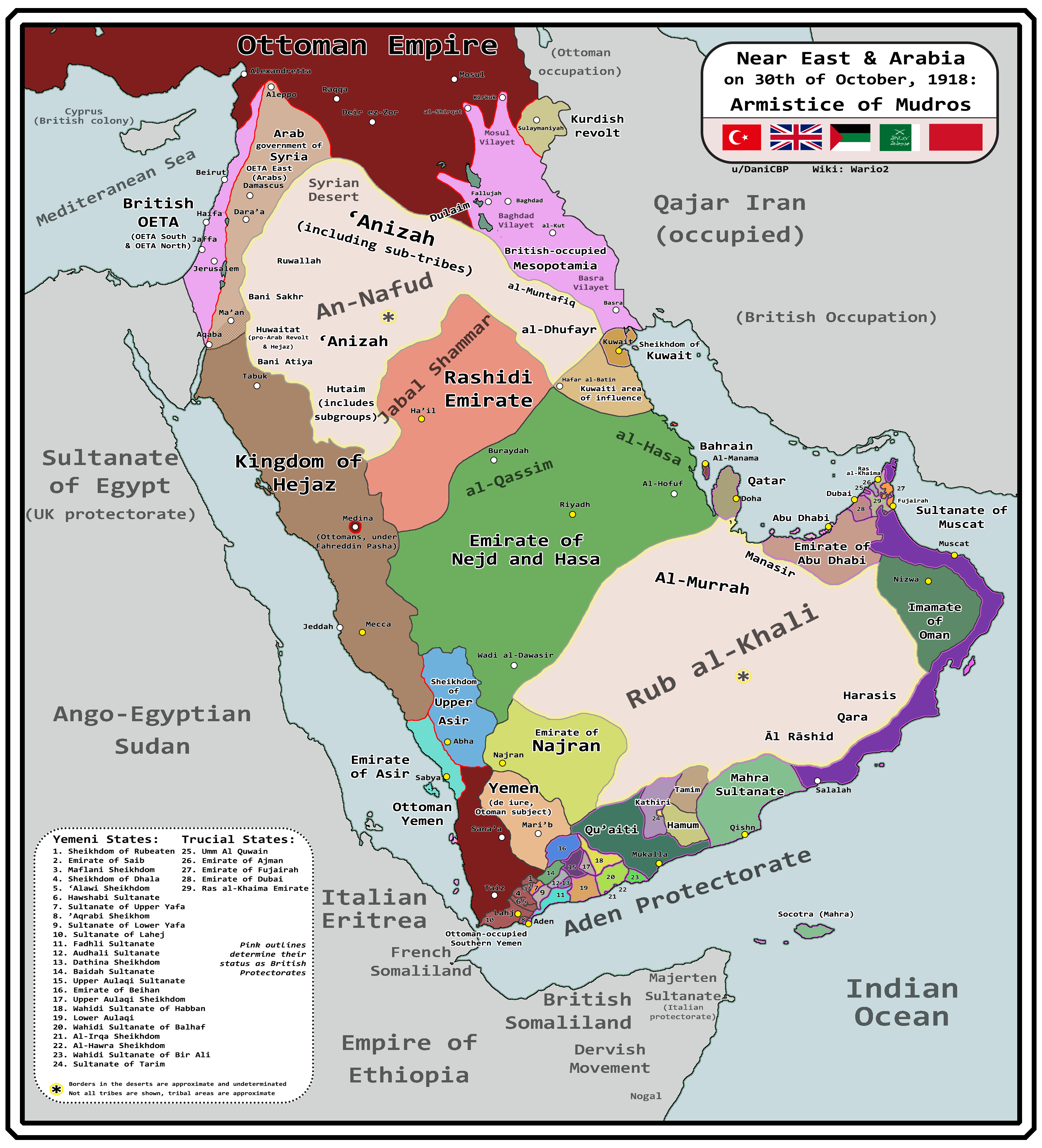
El Emirato de Asir (en azul oscuro) y el Alto Asir (en azul claro) a finales de 1918 con la rendición otomana, al sur de Arabia.

Las amenazas a la independencia de Asir pronto crecerían, ya que Hussein bin Ali de Hiyaz y Yahya de Yemen observarían el territorio controlado por el Emirato. Debido a estas circunstancias, Al-Idrisi aseguró una alianza con Ibn Saúd de Nejd para que este último actuara como baluarte contra Hejaz y Yemen. Sin embargo, a pesar del acuerdo antes mencionado, Al-Idrisi también usaría el apoyo de Hiyaz para ocupar partes del Timaná yemení durante 1919 a 1921, extendiendo así el territorio del Emirato desde Abha en el norte hasta Al Hudaydah en el sur.
Después de la muerte de Muhammad ibn Ali al-Idrisi en el bajo Asir, estalló una disputa entre su hijo, Sayyid Ali ibn Muhammad al-idrisi al-Hasani y su hermano, Sayyid al-Hasan ibn Ali al-Idrisi al-Hasani. El título de Emir finalmente pasó al primero, pero apenas podía ejercer su poder debido a su corta edad y la falta de autoridad de su padre. A principios de 1926, el emir Ali fue derrocado por su tío Al-Hassan, quien se vio a sí mismo como un mejor candidato para el trono.
Cuando el nuevo Emir llegó al poder, los gobernantes de Hejaz y Yemen reclamaron las posesiones de Idrisid. En abril de 1925, el Imán Yahya se hizo cargo de Al Hudaydah y ocupó otras partes del Emirato Idrisid. Debido al temor de que su reino fuera anexado, especialmente por Yemen, el Emir firmó un acuerdo con Ibn Saud sobre un tratado de protectorado el 21 de octubre de 1926, en el que los saudíes manejarían la política exterior mientras el Emir conservaba su poder sobre asuntos domésticos. En ese momento, el Emirato estaba perdiendo sus territorios del sur ante Yemen.

### Anexión por parte de Arabia Saudita
No obstante, Emir Al-Hassan buscó la restauración de su autoridad previamente independiente con la limitación del tratado de protectorado. Esto lo llevó a ponerse en contacto con el imán de Yemen, sin estar satisfecho con el señorío saudita. El rey ibn Saúd respondió llevando a cabo la anexión total del Emirato en 1934 (de acuerdo con el Tratado de Taif) y, a continuación, el rey proclamó la unificación total de Arabia Saudita.

## Monarcas

### Lista de emires
- Muhammad ibn Ali al-Idrisi (1906-1923)
- Sayyid Ali ibn Muhammad al-Idrisi al-Hasani (1923–1926)
- Sayyid al-Hasan ibn Ali al-Idrisi al-Hasani (1926–1930)